# Calle Ranganathan
La Calle Ranganathan (en tamil: இரங்கநாதன் தெரு ) es una calle en T. Nagar, Chennai, en la India. Se encuentra en los alrededores a la estación de tren Mambalam. Muchos establecimientos comerciales se pueden encontrar en Ranganathan. Se trata de una de las calles más transitada en una ciudad a lo largo de la India.
Lo que actualmente se conoce como la calle Ranganathan debería haber sido la calle Rangaswamy Iyengar en honor de la primera residente de esa calle. Era la práctica habitual nombrar las calles en recuerdo del primer residente, independientemente de su clase, casta o contribución.